# Municipio de Center (condado de Wilson)
El municipio de Center (en inglés: Center Township) es un municipio ubicado en el condado de Wilson en el estado estadounidense de Kansas. En el año 2010 tenía una población de 505 habitantes y una densidad poblacional de 4,91 personas por km².

## Geografía
El municipio de Center se encuentra ubicado en las coordenadas 37°30′52″N 95°48′20″O / 37.51444, -95.80556. Según la Oficina del Censo de los Estados Unidos, el municipio tiene una superficie total de 102.88 km², de la cual 102 km² corresponden a tierra firme y (0,85 %) 0,88 km² es agua.

## Demografía
Según el censo de 2010, había 505 personas residiendo en el municipio de Center. La densidad de población era de 4,91 hab./km². De los 505 habitantes, el municipio de Center estaba compuesto por el 93,66 % blancos, el 0,99 % eran afroamericanos, el 0,79 % eran amerindios, el 1,58 % eran asiáticos, el 0,2 % eran isleños del Pacífico y el 2,77 % eran de una mezcla de razas. Del total de la población el 0,79 % eran hispanos o latinos de cualquier raza.